# Sakai (Fukui)
Pour les articles homonymes, voir Sakai (homonymie).
Sakai (坂井市, Sakai-shi) est une ville du Japon située dans la préfecture de Fukui.

## Géographie

### Situation
Sakai se situe dans le nord de la préfecture de Fukui.

### Municipalités limitrophes
| mer du Japon | Awara | Kaga      |
| mer du Japon | Sakai | Katsuyama |
| Fukui        | Fukui | Eiheiji   |

### Démographie
Au 1er juin 2011, la ville de Sakai avait une population de 94 472 habitants, répartis sur une superficie de 209,91 km2 (densité de population de 450 hab./km2). En janvier 2021, la population était de 90 813 habitants.

### Hydrographie
La ville est bordée par la mer du Japon au nord-ouest. Elle est traversée par le fleuve Kuzuryū.

### Climat
Sakai a un climat continental humide caractérisé par des étés doux et des hivers froids avec de fortes chutes de neige. La température moyenne annuelle est de 14,1 °C. La pluviométrie annuelle moyenne est de 2 300 mm, décembre étant le mois le plus humide.

## Histoire
Le village de Sakai a été fondé le 1er mars 1955 à partir de la fusion des anciens villages de Higashi-Jūgō, Hyōgo et Ōseki. Il obtient le statut de bourg en 1942, puis de ville le 20 mars 2006 à la suite de la fusion avec des bourgs de Harue, Maruoka et Mikuni de l'ancien district de Sakai.

## Patrimoine culturel
Le château de Maruoka se trouve à Sakai ainsi que les falaises de Tōjinbō.

## Transports
Sakai est desservie par la ligne Hapi-Line Fukui de la compagnie Hapi-Line Fukui et par la ligne Mikuni Awara de la compagnie Echizen Railway.
L'aéroport de Fukui (en) est situé sur le territoire de la ville.

## Données démographiques
Modèle:Démographie de Sakai